# Gran Premio del Giappone 2001
Il Gran Premio del Giappone 2001 è stato un Gran Premio di Formula 1 disputato il 14 ottobre 2001 sul circuito di Suzuka. La gara, ultima della stagione 2001, fu vinta da Michael Schumacher su Ferrari, davanti a Juan Pablo Montoya su Williams-BMW e a David Coulthard su McLaren-Mercedes. Fu anche l'ultimo Gran Premio in carriera per Mika Häkkinen, Jean Alesi, Tomáš Enge e, tra i team, per la Prost e la Benetton.

## Vigilia

### Aspetti sportivi
Fernando Alonso fu ingaggiato dal futuro team Renault come collaudatore per la stagione 2002. Il pilota spagnolo, che aveva suscitato interesse anche in altre scuderie, fu messo sotto contratto per un anno. La Sauber, invece, annunciò di aver ingaggiato il giovane Felipe Massa, che aveva favorevolmente impressionato la scuderia svizzera in dei test svolti al circuito del Mugello, in sostituzione di Kimi Räikkönen per il campionato 2002.

### Aspetti tecnici
Con i due titoli mondiali già assegnati da tempo, diverse scuderie portarono in pista delle soluzioni sperimentali per indirizzare lo sviluppo delle vetture dell'anno successivo. La Ferrari, dopo aver collaudato a Fiorano un nuovo cambio in fusione di titanio (soluzione adottata dalla sola Minardi che consentiva maggiori leggerezza, rigidità e velocità nel cambio delle marce), portò in Giappone un nuovo telaio in un singolo esemplare affidato a Michael Schumacher e caratterizzato da un risparmio di circa 5 kg di peso rispetto a quello utilizzato fino a quel momento. La Williams utilizzò nuovamente gli scarichi alti già impiegati a Indianapolis, mentre la McLaren non introdusse particolari novità. Nel Gran Premio di casa la Honda fornì a Jordan e BAR un nuovo motore da qualifica.

## Prove libere

### Risultati
Nella prima sessione di prove di venerdì i risultati furono i seguenti:
| Pos | No | Pilota             | Costruttore        | Tempo    |
| --- | -- | ------------------ | ------------------ | -------- |
| 1   | 1  | Michael Schumacher | Ferrari            | 1'37"443 |
| 2   | 3  | Mika Häkkinen      | McLaren - Mercedes | 1'37"798 |
| 3   | 6  | Juan Pablo Montoya | Williams - BMW     | 1'37"947 |

Nella seconda sessione di prove di venerdì i risultati furono i seguenti:
| Pos | No | Pilota             | Costruttore    | Tempo    |
| --- | -- | ------------------ | -------------- | -------- |
| 1   | 12 | Jean Alesi         | Jordan - Honda | 1'35"454 |
| 2   | 6  | Juan Pablo Montoya | Williams - BMW | 1'35"977 |
| 3   | 19 | Pedro de la Rosa   | Jaguar - Ford  | 1'36"225 |

Nella sessione di prove di sabato mattina i risultati furono i seguenti:
| Pos | No | Pilota             | Costruttore        | Tempo    |
| --- | -- | ------------------ | ------------------ | -------- |
| 1   | 5  | Ralf Schumacher    | Williams - BMW     | 1'33"969 |
| 2   | 6  | Juan Pablo Montoya | Williams - BMW     | 1'34"301 |
| 3   | 4  | David Coulthard    | McLaren - Mercedes | 1'34"562 |

## Qualifiche

### Resoconto
Michael Schumacher dimostrò una netta superiorità sui rivali sul tecnico circuito giapponese, conquistando l'undicesima pole position stagionale con un vantaggio di ben sette decimi sul secondo classificato Montoya. Il pilota tedesco fu superiore agli avversari soprattutto nel primo settore della pista, nel quale risultò più veloce del colombiano di oltre mezzo secondo. Ralf Schumacher fece segnare il terzo tempo, precedendo Häkkinen e il sorprendente Fisichella. Il pilota romano sfruttò il nuovo motore da qualifica portato in pista dalla Renault per ottenere la migliore prestazione stagionale per la Benetton, spesso relegata nelle ultime file a inizio stagione.
Coulthard si piazzò in settima posizione, davanti a Trulli, Button e Heidfeld. Come in diverse altre occasioni si mise in luce a fondo schieramento Alonso, che si qualificò in diciottesima posizione precedendo entrambi i piloti della Arrows, Enge e il compagno di squadra Yoong.

### Risultati
| Pos | No | Pilota                | Costruttore        | Pneumatici | Tempo    | Distacco |
| --- | -- | --------------------- | ------------------ | ---------- | -------- | -------- |
| 1   | 1  | Michael Schumacher    | Ferrari            | B          | 1'32"484 |          |
| 2   | 6  | Juan Pablo Montoya    | Williams - BMW     | M          | 1'33"184 | +0"700   |
| 3   | 5  | Ralf Schumacher       | Williams - BMW     | M          | 1'33"297 | +0"813   |
| 4   | 2  | Rubens Barrichello    | Ferrari            | B          | 1'33"323 | +0"839   |
| 5   | 3  | Mika Häkkinen         | McLaren - Mercedes | B          | 1'33"662 | +1"178   |
| 6   | 7  | Giancarlo Fisichella  | Benetton - Renault | M          | 1'33"830 | +1"346   |
| 7   | 4  | David Coulthard       | McLaren - Mercedes | B          | 1'33"916 | +1"432   |
| 8   | 11 | Jarno Trulli          | Jordan - Honda     | B          | 1'34"002 | +1"518   |
| 9   | 8  | Jenson Button         | Benetton - Renault | M          | 1'34"375 | +1"891   |
| 10  | 16 | Nick Heidfeld         | Sauber - Petronas  | B          | 1'34"386 | +1"902   |
| 11  | 12 | Jean Alesi            | Jordan - Honda     | B          | 1'34"420 | +1"934   |
| 12  | 17 | Kimi Räikkönen        | Sauber - Petronas  | B          | 1'34"581 | +2"097   |
| 13  | 18 | Eddie Irvine          | Jaguar - Ford      | M          | 1'34"851 | +2"367   |
| 14  | 10 | Jacques Villeneuve    | BAR - Honda        | B          | 1'35"109 | +2"625   |
| 15  | 22 | Heinz-Harald Frentzen | Prost - Acer       | M          | 1'35"132 | +2"648   |
| 16  | 19 | Pedro de la Rosa      | Jaguar - Ford      | M          | 1'35"639 | +3"155   |
| 17  | 9  | Olivier Panis         | BAR - Honda        | B          | 1'35"766 | +3"282   |
| 18  | 21 | Fernando Alonso       | Minardi - European | M          | 1'36"410 | +3"926   |
| 19  | 23 | Tomáš Enge            | Prost - Acer       | M          | 1'36"446 | +3"962   |
| 20  | 15 | Enrique Bernoldi      | Arrows - Asiatech  | B          | 1'36"885 | +4"401   |
| 21  | 14 | Jos Verstappen        | Arrows - Asiatech  | B          | 1'36"973 | +4"489   |
| 22  | 20 | Alex Yoong            | Minardi - European | M          | 1'38"246 | +5"762   |

## Warm up
Nel warm up di domenica mattina i migliori tempi furono i seguenti:
| Pos | No | Pilota             | Costruttore        | Tempo    |
| --- | -- | ------------------ | ------------------ | -------- |
| 1   | 1  | Michael Schumacher | Ferrari            | 1'36"231 |
| 2   | 4  | David Coulthard    | McLaren - Mercedes | 1'36"685 |
| 3   | 16 | Nick Heidfeld      | Sauber - Petronas  | 1'36"966 |

## Gara

### Resoconto
Alla partenza Michael Schumacher mantenne la prima posizione, precedendo Montoya, Ralf Schumacher, Barrichello, Fisichella, Häkkinen e Coulthard. Nei primi giri le Ferrari sembrarono decisamente più competitive delle Williams, a causa della resa migliore delle gomme Bridgestone rispetto alle Michelin montate dai rivali nelle prime tornate di gara. Schumacher si costruì immediatamente un buon vantaggio, mentre Barrichello sopravanzò entrambi i piloti della Williams nel corso dei primi due giri, venendo però risuperato da Montoya al terzo passaggio. Sempre durante la terza tornata Fisichella compì un testacoda, che gli fece perdere diverse posizioni. Il pilota romano effettuò diversi sorpassi nei giri seguenti nel tentativo di recuperare il terreno perduto.
Al sesto giro Räikkönen, nono, fu protagonista di un testacoda a causa di una foratura, venendo centrato dal sopraggiungente Alesi: il pilota francese chiuse così la sua ultima gara in F1. Lo spettacolare incidente si risolse fortunatamente senza nessuna conseguenza fisica per i due piloti. 
Una decina di giri dopo, Barrichello effettuò il primo pit-stop della gara seguito, al 18º giro, dal compagno di squadra. Montoya e Ralf Schumacher si fermarono ai box rispettivamente al 21º ed al 23º giro. Dopo il pit stop di Häkkinen al 24º passaggio Schumacher tornò al comando.
Al 29º giro Ralf Schumacher rientrò ai box per scontare uno stop & go inflittogli per aver tagliato la chicane. Contemporaneamente, Barrichello effettuò la sua seconda sosta. Nel ripartire, il pilota brasiliano ebbe dei problemi con il limitatore di velocità, che si bloccò: Ralf Schumacher riuscì quindi a sopravanzarlo, seppure con una manovra al limite. Quattro giri più tardi, però, il pilota brasiliano riconquistò la quinta posizione con un bel sorpasso. Da questo punto in poi non accadde pressoché nulla e neanche la seconda serie di pit stop fu causa di cambiamenti di posizione. Negli ultimi giri Häkkinen, risalito fino al terzo posto, rallentò, facendo passare Coulthard e cedendogli l'ultimo gradino del podio. Michael Schumacher vinse la gara davanti a Montoya, Coulthard, Häkkinen, Barrichello e Ralf Schumacher. Nelle retrovie si mise in luce Alonso, capace di portare la sua Minardi in undicesima posizione, davanti a diverse monoposto più accreditate.

### Risultati
| Pos      | No | Pilota                | Costruttore        | Pneumatici | Giri | Tempo/Ritiro e posizione al ritiro/Media | Partenza | Punti |
| -------- | -- | --------------------- | ------------------ | ---------- | ---- | ---------------------------------------- | -------- | ----- |
| 1        | 1  | Michael Schumacher    | Ferrari            | B          | 53   | 1h27'33"298 - 212.664 km/h               | 1        | 10    |
| 2        | 6  | Juan Pablo Montoya    | Williams - BMW     | M          | 53   | +3"154                                   | 2        | 6     |
| 3        | 4  | David Coulthard       | McLaren - Mercedes | B          | 53   | +23"262                                  | 7        | 4     |
| 4        | 3  | Mika Häkkinen         | McLaren - Mercedes | B          | 53   | +35"539                                  | 5        | 3     |
| 5        | 2  | Rubens Barrichello    | Ferrari            | B          | 53   | +36"544                                  | 4        | 2     |
| 6        | 5  | Ralf Schumacher       | Williams - BMW     | M          | 53   | +37"122                                  | 3        | 1     |
| 7        | 8  | Jenson Button         | Benetton - Renault | M          | 53   | +1'37"102                                | 9        |       |
| 8        | 11 | Jarno Trulli          | Jordan - Honda     | B          | 52   | +1 giro                                  | 8        |       |
| 9        | 16 | Nick Heidfeld         | Sauber - Petronas  | B          | 52   | +1 giro                                  | 10       |       |
| 10       | 10 | Jacques Villeneuve    | BAR - Honda        | B          | 52   | +1 giro                                  | 14       |       |
| 11       | 21 | Fernando Alonso       | Minardi - European | M          | 52   | +1 giro                                  | 18       |       |
| 12       | 22 | Heinz-Harald Frentzen | Prost - Acer       | M          | 52   | +1 giro                                  | 15       |       |
| 13       | 9  | Olivier Panis         | BAR - Honda        | B          | 51   | +2 giri                                  | 17       |       |
| 14       | 15 | Enrique Bernoldi      | Arrows - Asiatech  | B          | 51   | +2 giri                                  | 20       |       |
| 15       | 14 | Jos Verstappen        | Arrows - Asiatech  | B          | 51   | +2 giri                                  | 21       |       |
| 16       | 20 | Alex Yoong            | Minardi - European | M          | 50   | +3 giri                                  | 22       |       |
| 17       | 7  | Giancarlo Fisichella  | Benetton - Renault | M          | 47   | Cambio                                   | 6        |       |
| Ritirato | 19 | Pedro de la Rosa      | Jaguar - Ford      | M          | 45   | Pressione olio (12°)                     | 16       |       |
| Ritirato | 23 | Tomáš Enge            | Prost - Acer       | M          | 42   | Cuscinetto ruota (19°)                   | 19       |       |
| Ritirato | 18 | Eddie Irvine          | Jaguar - Ford      | M          | 24   | Impianto di rifornimento (10°)           | 13       |       |
| Ritirato | 17 | Kimi Räikkönen        | Sauber - Petronas  | B          | 5    | Incidente (9°)                           | 12       |       |
| Ritirato | 12 | Jean Alesi            | Jordan - Honda     | B          | 5    | Incidente (10°)                          | 11       |       |

## Classifiche

### Piloti
| Pos. | Pilota                | Punti |
| ---- | --------------------- | ----- |
| 1    | Michael Schumacher    | 123   |
| 2    | David Coulthard       | 65    |
| 3    | Rubens Barrichello    | 56    |
| 4    | Ralf Schumacher       | 49    |
| 5    | Mika Häkkinen         | 37    |
| 6    | Juan Pablo Montoya    | 31    |
| 7    | Nick Heidfeld         | 12    |
| 7    | Jacques Villeneuve    | 12    |
| 7    | Jarno Trulli          | 12    |
| 10   | Kimi Räikkönen        | 9     |
| 11   | Giancarlo Fisichella  | 8     |
| 12   | Eddie Irvine          | 6     |
| 12   | Heinz-Harald Frentzen | 6     |
| 14   | Olivier Panis         | 5     |
| 14   | Jean Alesi            | 5     |
| 16   | Pedro de la Rosa      | 3     |
| 17   | Jenson Button         | 2     |
| 18   | Jos Verstappen        | 1     |

### Costruttori
| Pos. | Team               | Punti |
| ---- | ------------------ | ----- |
| 1    | Ferrari            | 179   |
| 2    | McLaren - Mercedes | 102   |
| 3    | Williams - BMW     | 80    |
| 4    | Sauber - Petronas  | 21    |
| 5    | Jordan - Honda     | 19    |
| 6    | BAR - Honda        | 17    |
| 7    | Benetton - Renault | 10    |
| 8    | Jaguar - Ford      | 9     |
| 9    | Prost - Acer       | 4     |
| 10   | Arrows - Asiatech  | 1     |